# Patric Niederhauser
Patric Niederhauser (Münsingen, 8 oktober 1991) is een autocoureur uit Zwitserland en de Italiaanse Formule Abarth-kampioen van 2011.

## Carrière

### Karting
Niederhauser begon met het karting in 2006 en reed vooral in Zwitserland voor het grootste deel van zijn carrière, waarbij hij omhoog ging van de juniorkampioenschappen naar de KF2 in 2009, waar hij als tweede eindigde in het Zwitserse kartkampioenschap.

### Formule Abarth
In 2010 stapte Niederhauser over naar de eenzitters in het nieuwe Formule Abarth-kampioenschap voor het team Jenzer Motorsport. Hij behaalde één overwinning op het Autodromo Riccardo Paletti en nog vijf andere podiumplaatsen om als tweede te eindigen in het Italiaanse kampioenschap. In 2011 bleef Niederhauser in de Formule Abarth rijden, terwijl het kampioenschap zich opsplitst in een Europees en een Italiaans kampioenschap. Hij won het Italiaanse kampioenschap met zes overwinningen en dertien punten voorsprong op Sergej Sirotkin. In het Europese kampioenschap eindigde hij als tweede met vijf overwinningen en 37 punten achterstand op Sirotkin.

### Formule Renault
In 2010 nam Niederhauser ook deel aan één ronde van de Zwitserse Formule Renault 2.0 op Dijon, waar hij beide races op het podium eindigde.

### GP3 Series
In 2012 stapt Niederhauser over naar de GP3 Series waar hij zijn samenwerking met Jenzer Motorsport voortzet. Hij krijgt hier Robert Vișoiu en Jakub Klášterka als teamgenoten. Hij is hier de beste Jenzer-coureur en eindigt op de zevende plaats in het kampioenschap met 101 punten en overwinningen op het Valencia Street Circuit en op de Hockenheimring.
In 2013 bleef Niederhauser bij Jenzer rijden. Hij was hier de teamgenoot van Samin Gómez Briceno en Alex Fontana. Na een goed openingsweekend in Barcelona, waarin hij de races als tweede en derde eindigde, behaalde hij slechts nog maar twee punten, waardoor hij uiteindelijk als dertiende in het kampioenschap eindigde met 33 punten.
In 2014 stapt Niederhauser over naar het team Arden International in de GP3, waar hij opnieuw teamgenoot wordt van Robert Vișoiu en van Jann Mardenborough. Na een moeilijke start van het seizoen won hij races op de Hungaroring en het nieuwe Sochi Autodrom, terwijl hem in de laatste race op het Yas Marina Circuit de overwinning werd afgenomen omdat de achtervleugel van zijn auto niet aan de reglementen voldeed. Desondanks eindigde hij als tiende in het kampioenschap met 62 punten.

### Formule 3
In 2012 reed Niederhauser ook in het Italiaanse Formule 3-kampioenschap, waar hij de teamgenoot is van Nicholas Latifi en Mario Marasca. Niederhauser rijdt slechts in drie raceweekenden en eindigt hierdoor op de elfde plaats in het kampioenschap met 48 punten. Hij behaalde één overwinning op het Circuit Ricardo Tormo Valencia.

### 24 uur van Le Mans
In 2013 maakte Niederhauser zijn debuut in de 24 uur van Le Mans in de LMP2-klasse voor het team Race Performance met Michel Frey en Jeroen Bleekemolen als teamgenoten. Op 21-jarige leeftijd was hij de jongste coureur die deelnam aan de race. Hij eindigde als achttiende in de race en als negende in de LMP2-klasse met 314 afgelegde ronden.

### Lamborghini Super Trofeo
In 2015 maakte Niederhauser de overstap naar het sports car racing, waarin hij in de Lamborghini Super Trofeo reed voor het team Raton Racing.

### GP2 Series
Naast zijn verplichtingen in de Lamborghini Super Trofeo maakte Niederhauser in 2015 tevens zijn debuut in de GP2 Series op het Autodromo Nazionale Monza als vervanger van Nathanaël Berthon bij het Daiko Team Lazarus, die op dat moment verplichtingen had in de European Le Mans Series.